# امینینس (ایندیانا)
امینینس (به انگلیسی: Eminence) یک منطقهٔ مسکونی در ایالات متحده آمریکا است که در شهرستان مورگان، ایندیانا واقع شده‌است. امینینس ۲۴۱ متر بالاتر از سطح دریا واقع شده‌است.